# Hercostomus novus
Hercostomus novus är en tvåvingeart som beskrevs av Octave Parent 1926. Hercostomus novus ingår i släktet Hercostomus och familjen styltflugor. Inga underarter finns listade i Catalogue of Life.